# روبرت دبليو. ليون
روبرت دبليو. ليون (بالإنجليزية: Robert W. Lyon)‏ هو سياسي أمريكي، ولد في 22 مايو 1842 بمقاطعة بتلر في الولايات المتحدة، وتوفي في 9 أكتوبر 1904. انتخب عمدة بيتسبرغ (4 أبريل 1881 – 7 أبريل 1884).